# Wohn- und Wirtschaftsgebäude Bruchstraße 7

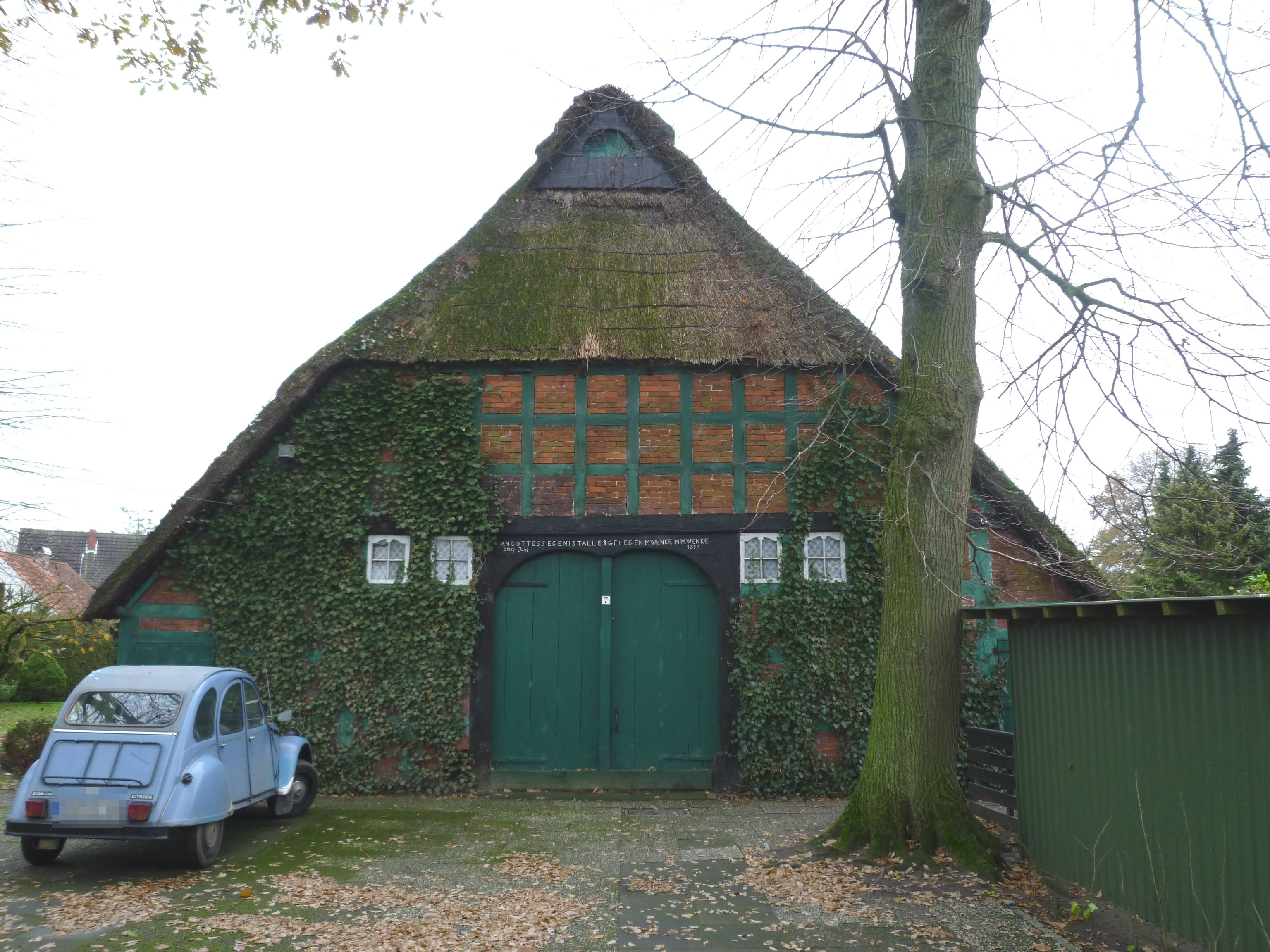
Südfassade (2013)

Das Wohn- und Wirtschaftsgebäude Bruchstraße 7 in der niedersächsischen Gemeinde Schwanewede, Ortsteil Neuenkirchen, stammt aus der Mitte des 19. Jahrhunderts. Aktuell (2025) wird es zum Wohnen genutzt.
Das Gebäude steht unter Denkmalschutz (siehe auch Liste der Baudenkmale in Schwanewede).

## Beschreibung
Das eingeschossige giebelständige Zweiständer-Hallenhaus in gleichmäßigem Fachwerk mit Steinausfachungen mit reetgedecktem Krüppelwalmdach mit Uhlenloch und Grooter Door mit Korbbogen wurde 1857 (Inschrift) gebaut.
Das Landesdenkmalamt befand u. a.: „… regionstypisches Hallenhaus in Zweiständerkonstruktion …“